# Шпирко, Растислав
Растислав Шпирко (словац. Rastislav Špirko; 21 июня 1984, Врутки, Чехословакия) — словацкий хоккеист русинского происхождения, крайний и центральный нападающий. Воспитанник ХК «Мартин». В настоящее время является игроком венгерского клуба «ДЭАК».

## Биография
На драфте НХЛ не выбирался.
В составе юношеской и молодёжной сборных Словакии участвовал в трёх чемпионатах мира (20 матчей, 3 гола, 11 передач). В составе взрослой сборной провёл 42 матча, набрав 8 (4+4) очков.
В Словацкой экстралиге провёл 265 матчей, набрал 186 очков (79 шайб + 107 передач), в Чешской экстралиге — 256 матчей, 131 очко (55+76), в КХЛ — 213 матчей, 91 очко (40+51).

## Достижения
- Чемпион Чехии: 2010
- Обладатель приза фейр-плей чемпионата Чехии: 2010
- Бронзовый призёр чемпионата Чехии: 2011
- Бронзовый призёр чемпионата Словакии: 2019
- Чемпион WCHA: 2006

## Клубная карьера
По состоянию на 5 марта 2014 года
|                    |                             |             | Регулярный сезон | Регулярный сезон | Регулярный сезон | Регулярный сезон | Регулярный сезон | Регулярный сезон | Плей-офф | Плей-офф | Плей-офф | Плей-офф | Плей-офф | Плей-офф |
| Сезон              | Команда                     | Лига        | Игр              | Г                | П                | Очк              | +/-              | Штр              | Игр      | Г        | П        | Очк      | +/-      | Штр      |
| ------------------ | --------------------------- | ----------- | ---------------- | ---------------- | ---------------- | ---------------- | ---------------- | ---------------- | -------- | -------- | -------- | -------- | -------- | -------- |
| 2002/03            | Мартин                      | С-ЭЛ        | 50               | 10               | 12               | 22               |                  | 10               | 4        | 1        | 1        | 2        |          | 0        |
| 2003/04            | Трай-Сити Шторм             | USHL        | 55               | 35               | 22               | 57               | 23               | 23               | 11       | 5        | 4        | 9        | 3        | 2        |
| 2004/05            | Университет Северной Дакоты | WCHA        | 43               | 16               | 21               | 37               |                  | 0                | --       | --       | --       | --       | --       | --       |
| 2005/06            | Университет Северной Дакоты | WCHA        | 39               | 11               | 20               | 31               | +4               | 22               | --       | --       | --       | --       | --       | --       |
| 2006/07            | Мартин                      | С-ЭЛ        | 54               | 10               | 23               | 33               | -2               | 18               | 4        | 1        | 1        | 2        | -3       | 2        |
| 2007/08            | Слован Устечти Львы         | Ч-ЭЛ        | 51               | 16               | 13               | 29               | -14              | 22               | --       | --       | --       | --       | --       | --       |
| 2008/09            | Слован Устечти Львы         | Ч1Л         | 43               | 17               | 19               | 36               | 13               | 12               | --       | --       | --       | --       | --       | --       |
| 2008/09            | Пардубице                   | Ч-ЭЛ        | 2                | 1                | 1                | 2                | 1                | 0                | --       | --       | --       | --       | --       | --       |
| 2009/10            | Пардубице                   | Ч-ЭЛ        | 49               | 14               | 20               | 34               | 11               | 4                | --       | --       | --       | --       | --       | --       |
| 2010/11            | Пардубице                   | Ч-ЭЛ        | 47               | 10               | 19               | 29               | 3                | 20               | --       | --       | --       | --       | --       | --       |
| 2011/12            | Лев Попрад                  | КХЛ         | 53               | 10               | 8                | 18               | +2               | 8                | --       | --       | --       | --       | --       | --       |
| 2012/13            | Автомобилист                | КХЛ         | 51               | 14               | 12               | 26               | -16              | 12               | --       | --       | --       | --       | --       | --       |
| Кубок Надежды 2013 | Автомобилист                | КХЛ         | --               | --               | --               | --               | --               | --               | 8        | 1        | 5        | 6        | +1       | 12       |
| 2013/14            | Спартак                     | КХЛ         | 54               | 10               | 11               | 21               | -7               | 16               | --       | --       | --       | --       | --       | --       |
| Всего в КХЛ        | Всего в КХЛ                 | Всего в КХЛ | 158              | 34               | 31               | 65               | -21              | 36               | --       | --       | --       | --       | --       | --       |

### Международные соревнования
| Год                   | Сборная               | Турнир                | Место                 |    | И | Г  | П  | О | Штр |
| --------------------- | --------------------- | --------------------- | --------------------- | -- | - | -- | -- | - | --- |
| 2002                  | Словакия (юниор.)     | ЮЧМ (до 18)           | 8                     | 8  | 1 | 4  | 5  | 0 |     |
| 2003                  | Словакия (мол.)       | МЧМ (до 20)           | 5                     | 6  | 1 | 4  | 5  | 2 |     |
| 2004                  | Словакия (мол.)       | МЧМ (до 20)           | 6                     | 6  | 1 | 3  | 4  | 0 |     |
| Всего (юниор. и мол.) | Всего (юниор. и мол.) | Всего (юниор. и мол.) | Всего (юниор. и мол.) | 20 | 3 | 11 | 14 | 2 |     |

## Личная жизни
Женат. Супругу зовут – Михаэла. Воспитывают сына – Адама (2011 г.р.)